# Confédération française de l'automatique
Pour les articles homonymes, voir CFA.
La Confédération française de l'automatique (ou « Confédération française des professionnels de l'automatique », le plus souvent appelée CFA) est le syndicat professionnel des exploitants, distributeurs et importateurs de jeux pour cafés et salles de jeux (flippers, billards, jeux vidéo, jeu d'arcade, juke-boxes, fléchettes électroniques, baby-foot, etc.)

## Histoire
La CFA a été créée en 1982, à la suite de la réunification des deux syndicats professionnels majeurs (la CNEAF — Confédération nationale des exploitants de l'automatique français — et la FFECA — Fédération française des exploitants et commerçants de l'automatique), ainsi que de plusieurs syndicats régionaux.
En octobre 2006 elle s'est illustrée dans l'actualité française : Jean-François Copé, alors ministre du budget, annonçait lors d'une conférence de presse la quasi-suppression de la taxe de cinquième catégorie sur les spectacles (habituellement appelée "vignette"), et son remplacement par une imposition forfaitaire de 5 euros. Cette taxe sur les jeux traditionnels, appliquée sur les appareils automatiques depuis les années 1980, était considérée par la CFA comme la principale raison de l'effondrement de l'automatique en France, et de la disparition des flippers et autres appareils ludiques des cafés et des salles de jeux.